# Kuta Bahagia
Kuta Bahagia is een bestuurslaag in het regentschap Aceh Barat Daya van de provincie Atjeh, Indonesië. Kuta Bahagia telt 348 inwoners (volkstelling 2010).